# Yves Missi
Yves Thierry Ouwe Missi (* 14. Mai 2004 in Belgien) ist ein kamerunischer Basketballspieler.

## Werdegang
Der in Belgien geborene Missi wuchs in der kamerunischen Hauptstadt Jaunde auf. Er spielte Fußball und nahm 2019 in Jaunde an einer Basketball-Sichtung teil, vorher hatte er kaum Berührungspunkte mit der Sportart gehabt.
2021 wechselte Missi in die Vereinigten Staaten an die West Nottingham Academy (US-Bundesstaat Maryland). Zu diesem Zeitpunkt verfügte er über keine Erfahrung im Basketball-Wettkampfbetrieb. 2022 ging er als weitere Vorbereitung auf seinen Wechsel an eine Hochschule nach Kalifornien zu Prolific Prep.
In der Saison 2023/24 spielte und studierte Missi an der Baylor University. In 34 Einsätzen erreichte der Kameruner im Durchschnitt 10,7 Punkte sowie 5,6 Rebounds und 1,5 Blocks je Begegnung. Er entschied sich anschließend zum Wechsel ins Profigeschäft und meldete sich zum NBA-Draftverfahren 2024 an. In diesem wurde Missi von den New Orleans Pelicans ausgewählt. Im Oktober 2024 bestritt er sein erstes NBA-Spiel.

### Nationalmannschaft
Mit Kameruns Nationalmannschaft nahm er 2025 an der Afrikameisterschaft teil.